# Катарская железнодорожная компания
Qatar Railways Company (Qatar Rail) — государственная железнодорожная компания, отвечающая за железнодорожные перевозки в Катаре. Принадлежит и управляется правительством Катара. Была основана в 2011 году, компания отвечает за проектирование, строительство, ввод в эксплуатацию, эксплуатацию и техническое обслуживание всей железнодорожной сети.

## Проекты
Основные проекты корпорации: метро Дохи и подземная железнодорожную сеть, которая соединяет населенные пункты в приделах Дохе и её пригороды; трамвайная сеть Lusail Light Rail Transit (LLRT), обеспечивающую комфортное и удобное перемещение в пределах нового города Лусаил в Катаре, и Qatar Rail Long Distance — пассажирская и грузовая железная дорога дальнего следования, соединяющая города на севере и западе страны с Дохой.
Метро Дохи: Метро Дохи, столице Катара, является одной из самых передовых систем железнодорожного транспорта в мире. Оно состоит из трёх линии общей протяженностью около 300 км и 37 станций. Оно строилось в два этапа: первый этап — открытые в 2019 году Красной, Золотой и Зелёной линии с 37 станциями. Второй этап будет включать введение дополнительной Синей линии и расширение существующих более чем на 60 дополнительных станций.
Lusail LRT : Lusail — предстоящий проект на набережной будущего города Лусаил, в котором будут использованы лучшие инновационные технологии урбанистики с целью создания города, в котором в будущем будет проживать до 200 000 жителей. Сеть легкорельсового транспорта Lusail (LLRT), основанная на трамвае, соединит все основные достопримечательности города. Сеть будет состоять из четырёх основных трамвайных линий (Красная, Зелёная, Фиолетовая, Жёлтая) и 37 станций, включая 10 подземных.

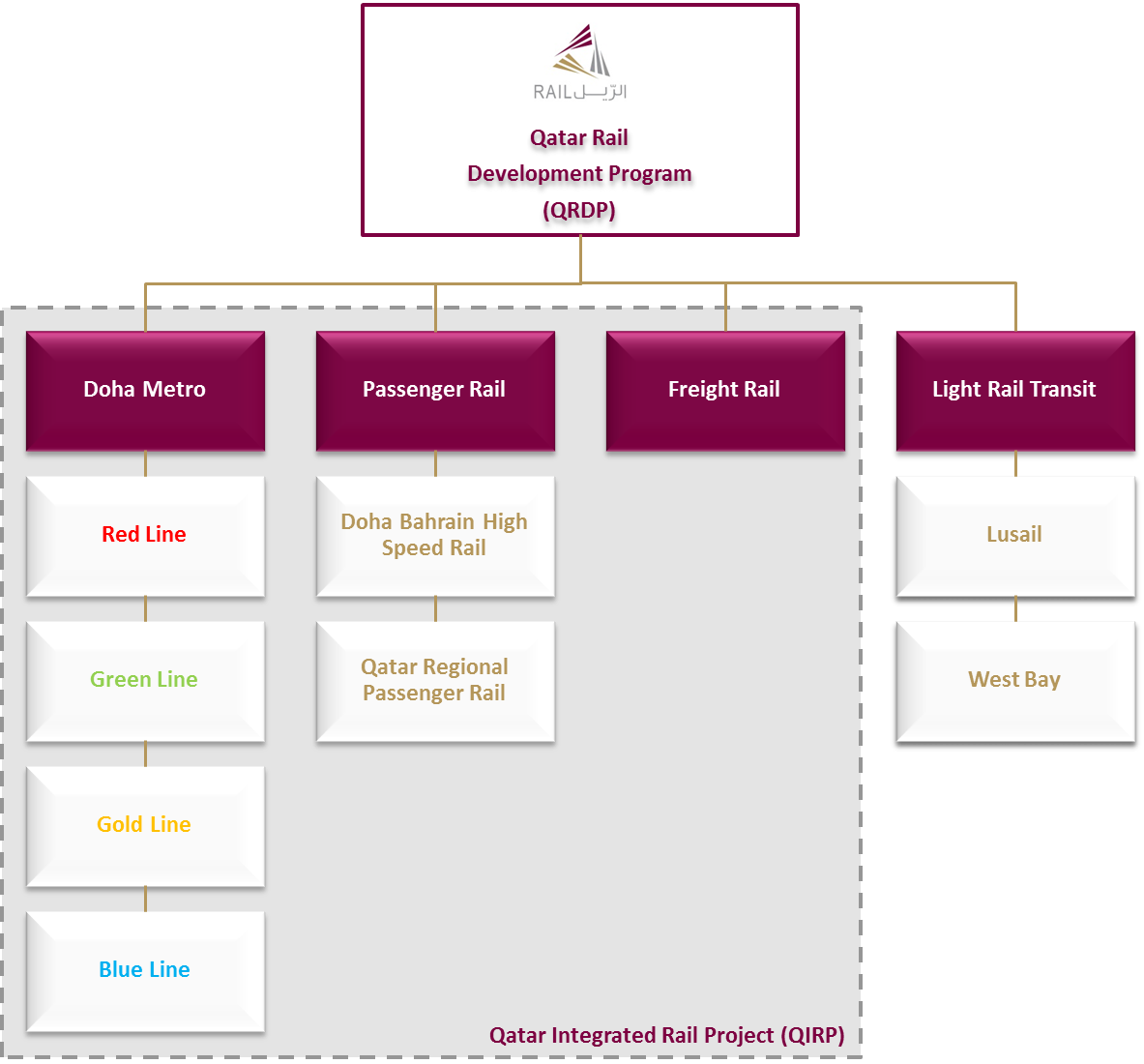
Проекты Qatar Railways Company (схема)

Qatar Rail Long Distance: проект Qatar Rail по строительству пассажирских и грузовых железных дорог дальнего следования, которые соединят между собой крупные города страны и катарские промышленные предприятия, а также станут частью планируемой железнодорожной сети Совета Сотрудничества Арабских Государств Персидского залива, которая соединит шесть стран региона (Катар, Саудовская Аравия, Объединенные Арабские Эмираты, Кувейт, Бахрейн и Оман). Сеть будет построена в четыре этапа. Она будет состоять из пять основных линий: 1 грузовая линия, 3 смешанные пассажирские и грузовые линии и 1 высокоскоростная пассажирская линия.

## Вклад вQatar National Vision 2030
«Qatar National Vision 2030 направлен на то, чтобы к 2030 году превратить Катар в передовую страну, способную поддерживать собственное развитие и обеспечивать высокий уровень жизни для всех своих граждан и для будущих поколений». Планируемая железнодорожная сеть будет поддерживать планируемое развитие.
Данный план развития представляет собой ориентир, который определяет экономический, социальный, человеческий и экологический вектор развития страны на ближайшие десятилетия.
Что касается экономики, Qatar Rail намерена поощрять частный сектор к участию в железнодорожных проектах в Катаре. Доля контрактов, заключенных с частным сектором в рамках проектов Doha Metro и Lusail Tram, достигла 70 % по сравнению с 30 %, заключенными с международными компаниями.
Частному сектору передают работы по проектированию маршрутов, прокладке туннелей для станций, поставке строительных материалов и т. д. Кроме того, доля участия частного сектора в совместных проектах по проектированию и строительству метро в Дохе и Lusail составляет 15 %. Аналогичным образом, 61 % контрактов заключается с местными производителями сырья и транспортного оборудования для обеспечения поставок цемента, песка и железа.
Другие инициативы в поддержку частного сектора, которые оцениваются в 222 миллиона катарских риалов, включают страхование и контракты на с создателями технологических инноваций, 80 % которых заключены с частными предприятиями.